# تنام الآجام

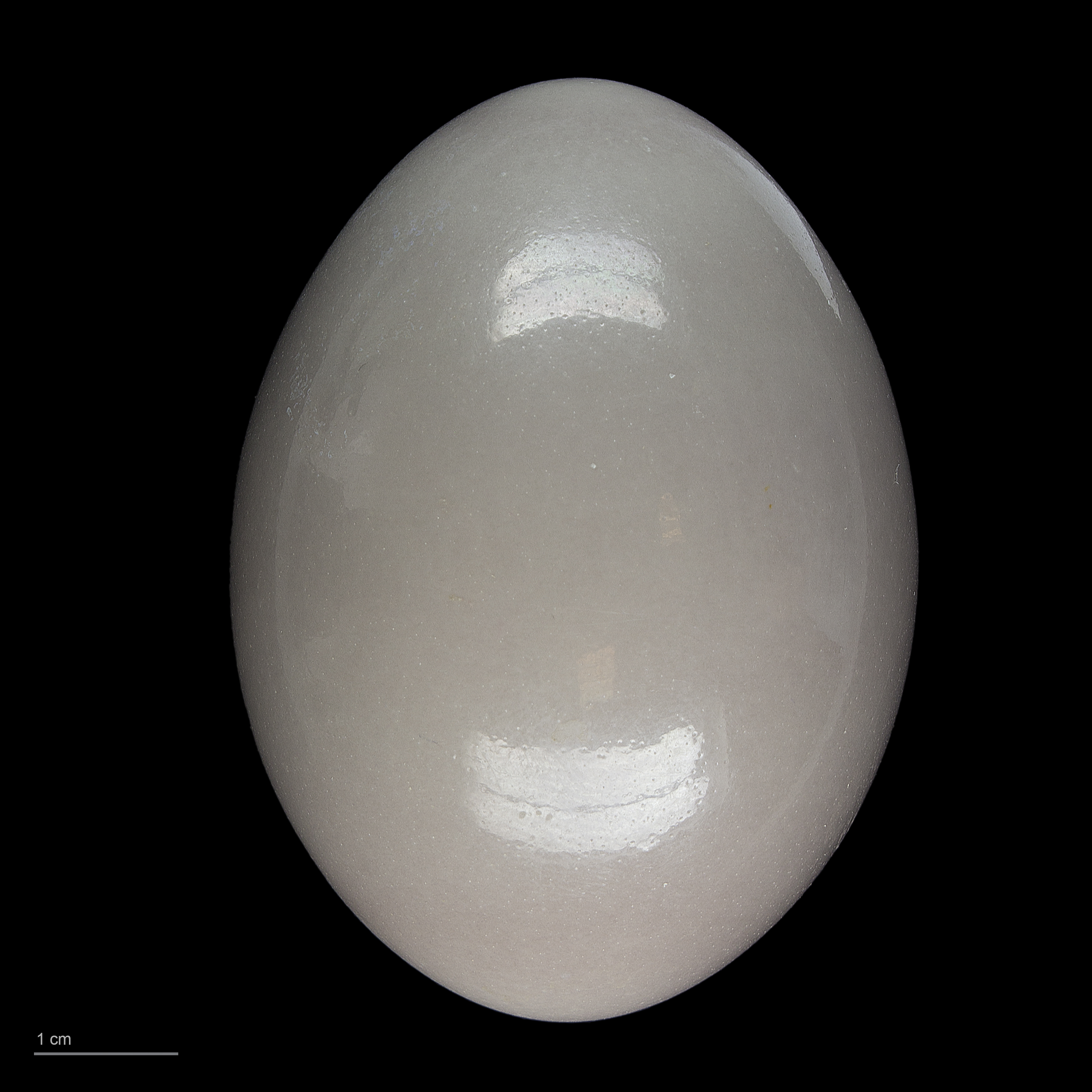
Crypturellus cinnamomeus

تنام الآجام (الاسم العلمي: Crypturellus cinnamomeus) هو نوع من الطيور يتبع جنس تنام مخفي الذيل من فصيلة التنامية.